# Zanthoxylum oxyphyllum
Zanthoxylum oxyphyllum är en vinruteväxtart som beskrevs av Michael Pakenham Edgeworth. Zanthoxylum oxyphyllum ingår i släktet Zanthoxylum och familjen vinruteväxter. Inga underarter finns listade i Catalogue of Life.